# Viticulture en Namibie

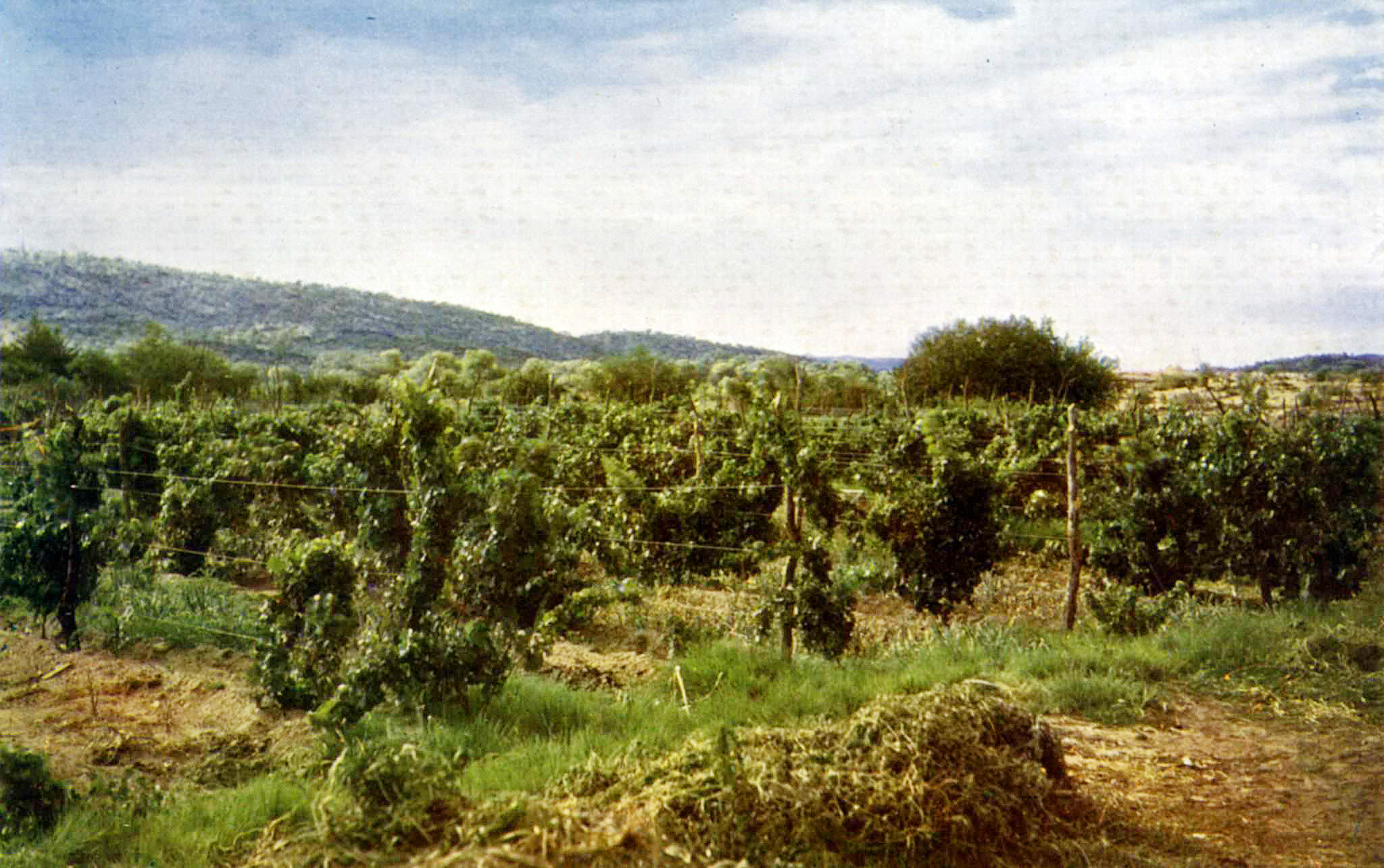
Vignoble de la Ferme Ludwig (début du XXe siècle)

L'histoire de la viticulture en Namibie débute avec la colonisation allemande en 1884. Elle connaît un renouveau récent, et se développe particulièrement pour l'exportation en Europe du raisin de table. 

## Histoire

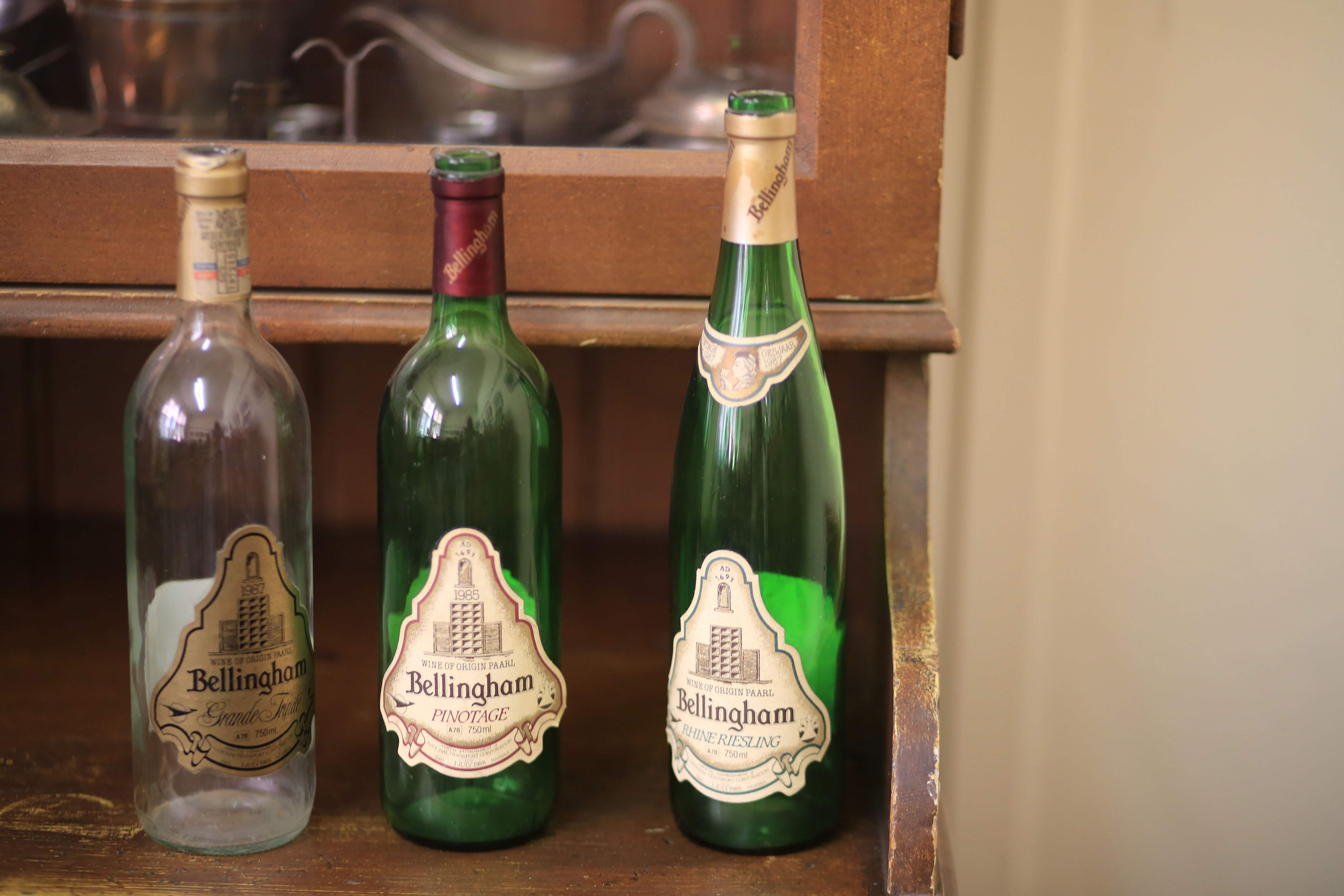
Bouteilles de pinotage

### Colonisation allemande
Les premières vignes sont plantées par des prêtres catholiques allemands dans le faubourg de Klein Windhoek situé à l'est de la capitale, Windhoek. Les prêtres produisaient un vin blanc ainsi qu'un « schnapps », lequel était connu sous le nom approprié de Katholischer.
La production s'arrêta en 1978, en raison de la mort du dernier prêtre vigneron et également pour faire place à l'extension de l'école catholique Saint-Paul.

### Après 1990
Le pionnier de la viticulture namibienne moderne est Helmuth Kluge, qui plante sur le domaine de Kristall Kellerei en 1990, année de l'indépendance du pays, plusieurs hectares de vignes. Sa propriété est située à 4 km du centre d'Omaruru, une petite ville du centre-nord du pays. Il produit des vins à base de Ruby Cabernet et de Colombard. Michael Weder reprend le domaine en 2008.
Alan Walken-Davis produit du Syrah dans sa ferme Neuras près de Maltahoehe depuis la fin des années 1990.
Le docteur Bertus Boshoff plante des pieds de Syrah, Cabernet Sauvignon, Pinotage et Viognier à partir de 1997 dans sa ferme Thonningii située à 14 km au nord-ouest d'Otavi dans la montagne d'Otavi.
Les familles Schulz et Evrard plantent des pieds de Syrah, Cabernet Sauvignon, Viognier, Tempranillo, Mourvèdre et Chardonnay en 2004 dans leur ferme Montavi, à 2 km de celle du docteur Boshoff, également dans la montagne d'Otavi.

## Situation géographique
La Namibie est située entre l'Angola au nord, le fleuve Orange et l'Afrique du Sud au sud, la côte atlantique à l'ouest, le Botswana à l'est. 
Quatre grandes régions géographiques partagent le pays avec, d'est en ouest, le désert du Namib, le plateau central qui culmine à 2 606 m. puis le désert du Kalahari. Le bushveld boisé de l'Okavango et de Caprivi est au nord.
Les zones montagneuses de l'Erongo offrent de bonnes conditions pour la viticulture.

### Climatologie

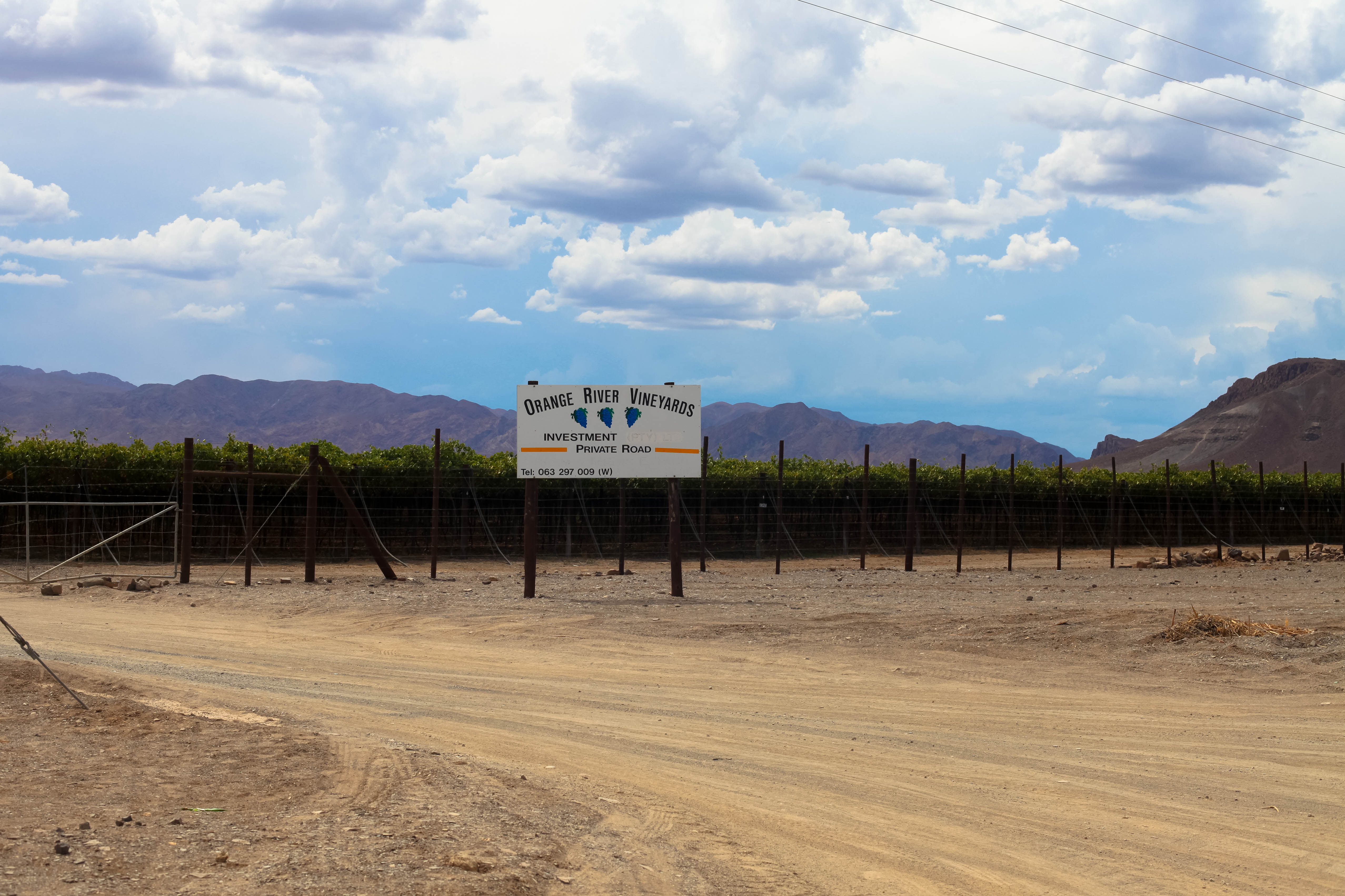
Vignoble Aussenkehr, près du fleuve Orange, en 2015

L'été austral (d'octobre à avril) correspond en Namibie à la saison des pluies, caractérisée par des chaleurs torrides à l'intérieur des terres (journées pouvant dépasser 45 °C et nuits fraîches) et des températures plus atténuées sur la côte (25 à 30 °C) et les reliefs montagneux. La précipitations annuelles moyennes ne dépassent pas, à l'intérieur des terres, 100 millilitres.
Durant l'hiver austral (de mai à septembre), l'air est souvent frais, avec des températures comprises entre 15 et 20 °C. Il peut faire jusqu'à 25 °C maximum. Sur la côte, il n'est pas rare de voir des températures autour de 10 °C. Les températures à l'intérieur des terres sont variables avec de brusques changements de température en une seule journée. Les nuits d'hiver sont réputées être très froides (parfois légèrement négatives). Sur la côte, du fait de la collision de l'air froid du courant de Benguela avec l'air chaud des cellules de Hadley, une brume épaisse est fréquente entre mai et octobre (plus de 180 jours de brouillard épais par an).
Les cépages de Syrah et Merlot semblent s'être adaptés au climat semi-aride du sud de la Namibie.

## Vignoble
La viticulture emploie en Namibie 6 000 ouvriers agricoles permanents et 13 000 saisonniers.
Le site d'Aussenkehr, planté depuis 2013 sur terres irriguées de 3 000 hectares de vignes, passe pour le vignoble le plus étendu de l'hémisphère sud, et produit du raisin de table destiné à l'exportation.

## Commercialisation
Le raisin cultivé en Namibie est essentiellement destiné à l'exportation pour un total de 800 millions de dollars namibiens. 85 % du raisin namibien est exporté vers Rotterdam et vers le marché européen.
Le vin namibien est en revanche majoritairement destiné au marché local.
Un tourisme œnologique se développe le long d'une route des vins, proposée par des agences de voyages.

## Consommation
La consommation d'alcool par habitant en Namibie s'élève à 9,62 litres en 2011, ce qui place le pays au cinquième rang pour la consommation d'alcool sur le continent. Elle est cependant peu liée à la consommation de  vin (7 % de la consommation totale d'alcool), mais plus à la consommation de boissons fermentées domestiques telles l'ogogoro.
En 2021, selon l'USDA, la Namibie est devenu le premier pays d'Afrique en termes de consommation de vin par habitant, avec 20 litres de vin consommé par an et par habitant.